# Garac
Garac település Franciaországban, Haute-Garonne megyében. Lakosainak száma 167 fő (2022. január 1.). Garac Le Grès, Bellegarde-Sainte-Marie, Caubiac, Thil és Vignaux községekkel határos.

## Népesség
A település népességének változása:
| Lakosok száma | 134  | 112  | 123  | 164  | 171  | 162  | 154  | 147  | 153  | 167  |
|               | 1968 | 1982 | 1990 | 2006 | 2013 | 2015 | 2017 | 2019 | 2020 | 2022 |